# Blood Reviews
Blood Reviews, abgekürzt Blood Rev., ist eine wissenschaftliche Fachzeitschrift, die vom Elsevier-Verlag veröffentlicht wird. Die erste Ausgabe erschien im März 1987. Derzeit erscheint die Zeitschrift zweimonatlich. Es werden Übersichtsarbeiten aus allen Bereichen der hämatologischen Forschung veröffentlicht.
Der Impact Factor lag im Jahr 2021 bei 10,626. Nach der Statistik des ISI Web of Knowledge wird das Journal mit diesem Impact Factor in der Kategorie Hämatologie an neunter Stelle von 78 Zeitschriften geführt.
Chefherausgeber sind Hillard M. Lazarus (Case Western Reserve University, Cleveland, Vereinigte Staaten von Amerika). und D. Provan (The Royal London Hospital).